# Palungtar
Palungtar (en népalais : पालुङटार) est une municipalité du Népal située dans le district de Gorkha. Au recensement de 2011, elle comptait 38 174 habitants.
Elle regroupe les anciens comités de développement villageois de Khoplang, Aanppipal, Palumtar, Gaikhur, Chyangli, Dhuwakot, Deurali et Bhirkot.